# 섀도우 (소설)
《섀도우》(シャドウ 샤도우[*], Who's the shadow?)는 일본의 작가 미치오 슈스케의 추리 소설이다.

## 개요
제7회 본격 미스터리 대상 수상작. 2007년 이 미스터리가 대단해! 3위, 본격 미스터리 베스트 10 6위, 주간 문춘 미스터리 베스트 10 10위.
본 작은 '해바라기가 피지 않는 여름'에 전해진 독자의 말에 대한 작가 나름대로의 회답이며, 그 작품에서 다 하지 못한 부분을 말하려는 작품으로 생각되고 있다.

## 줄거리
사람은 죽으면 어떻게 되는 거야? - 없어지는 거야. 없어지면 어떻게 되는 거야? - 없어지면 그뿐이야. 그게 다야.
소학교 5학년의 가모 오사케는 진행성 암으로 어머니 사키에를 잃고, 곧바로 아버지끼리 친구인 소꿉친구 미즈시로 아키의 어머니 메구미가 남편이 근무하는 병원 옥상에서 떨어져 자살한다. 아키는 교통사고를 당하고, 오사케의 아버지 요이치로 역시 정상에서 벗어나는 가운데, 가족의 화목을 기원하는 오사케가 도달한 결말은…….

## 등장인물
가모 오사케(我茂 凰介 가모 오우스케[*])
소학교 5학년. 어머니가 싫어하는 것을 자신도 무조건 싫어하는 경향이 있다.
가모 요이치로(我茂 洋一郎)
오사케의 아버지. 사가 미노(相模野) 의과대학 병원에서 근무하고 있다. 사키에 사후, 에드바르 뭉크의 절규의 복제화를 사서 침실에 장식했다.
가모 사키에(我茂 咲江)
요이치로의 아내, 오사케의 어머니. 진행성 암으로 사망. 도내 소학교에서 스쿨 카운슬링을 하고 있었다. 미야자와 켄지의 쏙독새의 별이 애독서였다.
미즈시로 토오루(水城 徹)
요이치로의 대학 시절 동급생. 나이는 한 살 위. 사가미노 의과대학 연구원. 가정과는 차갑다.
미즈시로 메구미(水城 恵)
토오루의 아내. 사키에는 대학 시절 동급생. 보험 판매원. 사키에게 추천을 받아, 쏙독새의 별을 좋아하게 되었다. 사가 미노 의과대학 연구동의 옥상에서 떨어져 자살했다.
미즈시로 아키(水城 亜紀)
미즈시로 부부의 외동딸. 오사케와 같은 소학교에 다니는 동급생. 자신이 '여자'인 것에 혐오감을 갖고 있다.
하라노 후사에(原野 房江)
사키의 친언니. 오사케의 이모.
다지 소헤이(田地 宗平 타지 소우헤이[*])
요이치로와 미즈시로의 대학 은사. 현재 사가미노 의과 대학에서 강의를 하고, 대학 병원에서 정신과 비상 근무 의사로 일하고 있다. 산타 클로스같은 흰 수염을 갖고 있다.
고야마(小山 코야마[*])
오사케의 반 친구. 아키를 좋아한다.
다케우치 미에(竹内 絵美 타케우치 미에[*])
요이치로와 미즈시로의 대학 시절 동급생. 도내의 연구기관을 거쳐, 현재 사가미노 의과 대학의 정신과 의사. 요이치로가 사키에와 결혼하기 전에, 잠시 사귀었다.
구마지마(隈島 쿠마지마[*])
히라츠카 서의 형사.
니시오(西尾)
오사케의 담임 교사.
이와츠키(岩槻)
아키의 담임 교사. 별명은 하비에르.

## 도서

### 일본
- 토쿄 소겐샤『미스터리 프론티어』, 2006년 9월 29일, ISBN 978-4-488-01734-7
- 소겐스이리 문고, 2009년 8월 14일, ISBN 978-4-488-49601-2, 해설: 신포 히로히사(新保博久)

### 대한민국
- 노블마인, 2008년 4월 14일, ISBN 978-89-01-07992-9, 번역: 오근영